# Fórum do Boi

Mapa da Constantinopla bizantina. O Fórum do Boi está localizado próximo da seção média das muralhas da costa, cerca de 350 metros a norte do Porto de Eleutério.

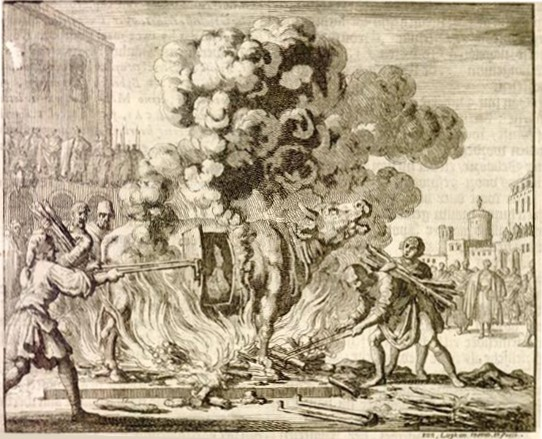
Uma descrição idealizada de uma execução usando o touro de bronze de Pérgamo.

O Fórum do Boi (em latim: Forum Bovis; em grego: ὁ Bοῦς; "o Boi") foi uma praça pública (em latim: forum) na cidade de Constantinopla (hoje Istambul). Usado como local para execuções públicas e tortura, desapareceu completamente após o fim do Império Bizantino. Recebeu este nome devido ao touro de bronze que havia sido trazido da cidade de Pérgamo para ser empregado como instrumento de tortura. Situado na braço sul da Mese Odós, foi um dos ponto pelo qual as procissões imperiais advindas do Grande Palácio transitaram. Foi decorado com baixos-relevos e nichos, tendo um deste, no qual havia a representação de Constantino, o Grande e sua mãe, a Augusta Helena, sido de grande inspiração para a arte bizantina posterior.

## História
Esta praça foi provavelmente parte do plano original da cidade projetado por Constantino, o Grande; como outros fóruns de Constantinopla, foi certamente construído em algum momento no século IV. O nome da praça originou-se de uma grande estátua oca de bronze representando a cabeça de um boi. A estátua, trazida para Constantinopla de Pérgamo na Ásia Menor, foi usado como um forno e um dispositivo de aplicação de tortura: pessoas eram fechadas dentro do touro, que então era aquecido até elas sufocarem e queimarem.
Durante a primeira perseguição de cristãos na Ásia Menor sob o imperador Domiciano (r. 81–96) o boi, ainda em Pérgamo, foi usado para executar o santo Antipas. De acordo com a Patrologia Latina, no reinado de Juliano, o Apóstata (r. 361–363) muitos cristãos foram queimados dentro do boi, à época já movido para Constantinopla. Em 562 o fórum, na época cercado por armazéns e oficinas, foi incendiado. O corpo do usurpador Focas (r. 602–610) foi também incinerado após sua deposição. De acordo com algumas fontes, o imperador Heráclio (r. 610–641) derreteu a estátua para cunhar moedas de ouro para pagar seu exército na guerra contra os persas. Contudo, isto não é certo desde que execuções no touro continuaram a ser atestadas no reinado de Heráclio, por exemplo quando Justiniano II (r. 685-695; 705-711) executou queimados dois patrícios, Teodoro e Estefano, ambos envolvidos em um plano fracassado contra ele. O mesmo imperador ampliou e adornou a praça. Durante a iconoclastia bizantina, santa Teodósia (m. 729) e santo André de Creta (d. 766), ambos defensores da veneração de ícones, foram executados na praça. A primeira foi executada com um chifre de carneiro martelado através de seu pescoço.

## Descrição

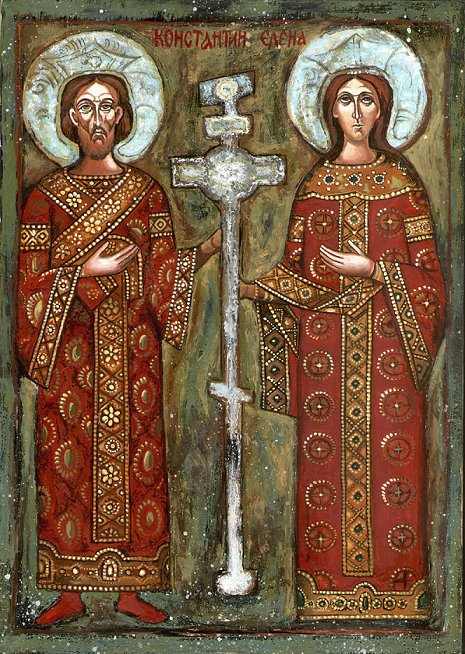
Ícone bizantino de e sua mãe, a augusta Helena. Inspirado no baixo-relevo do Fórum do Boi

Sabe-se da posição do Fórum do Boi graças ao trabalho Sobre as Cerimônias, escrito pelo imperador Constantino VII Porfirogênito (r. 913–959). Ele escreveu que as duas procissões imperiais iniciadas no Grande Palácio dirigidas cada ano respectivamente nas Igrejas de Santa Maria da Fonte e Santo Mócio transitaram através da praça. Baseado nesta informação, o fórum deveria estar localizado no moderno bairro de Aksaray, no braço sul da Mese (a rua principal da cidade), no vale do rio Lico. Administrativamente, estava incluído entre a décima segunda e décima primeira região. (vide mapa)
O fórum tinha um plano retangular com lados com 250 metros de largura e 300 de comprimento. De acordo com uma fonte, nos anos 1950 a sua forma ainda era reconhecível como um espaço vazio limitado a norte por 7-8 metros de terraços elevados. De acordo com outras, a praça deveria ser localizada ao sul-sudoeste da Mesquita de Murat Paxá. No período bizantino a praça foi cercada por pórticos adornados com baixos-relevos e nichos com estátuas. Particularmente notável entre eles havia um grupo que representava Constantino, o Grande e sua mãe Helena segurando suas mãos em uma cruz de prata banhada com ouro, uma composição que tornou-se muito popular na arte bizantina.
Próximo ao fórum estava o Palácio de Eleutério (assim chamado, pois situava-se no bairro bizantino "de Eleutério" (ta Eleutheriou) e visto pelo porto de mesmo nome, no mar de Mármara), construído pela imperatriz Irene (r. 775–797) e um banho erguido sob Teófilo (r. 813–842) pelo patrício Nicetas. O Fórum do Boi foi bem conectado com outras partes importantes da cidade: o Mese, na direção leste, conectou o fórum com o Fórum Amastriano e o Fórum de Teodósio. Na direção oeste a mesma rua começou a subir a sétima colina, atingindo em seguida, o Fórum de Arcádio e o planalto de Xerólofo. Finalmente o Mese cruzou as Muralhas de Teodósio e a Porta Dourada. Esta parte da rua corresponde as ruas modernas de errahpaşa Caddesi e Kocamustafapaşa Caddesi. Dois outros caminhos conectaram a praça com as portas de São Romano (moderna Topkapı) e Pege (moderna Silivri kapı).
A localização do fórum ainda não foi escavada. O bairro onde o fórum estava nunca foi atingido por grandes incêndios que assolaram Istambul nos séculos XIX e XX. Em 1956, durante os trabalhos de construção do Millet e Vatan Caddesi, as duas grandes ruas históricas que atravessavam Istambul, dois pilares foram encontrados foram da parede sul da Mesquita de Murat Paxá. Estes pilares, possivelmente pertencentes a um arco triunfal, foram mais provavelmente parte do fórum. Contudo, elementos construtivos únicos foram também encontrados in situ durante estas escavações. Em 1968-1971, durante os trabalhos de construção da rua de Aksaray nas direções sul-leste da Mesquita Pertevniyal Valide Sultan, nenhum resto da praça foi encontrado.